# Tonga aux Jeux du Commonwealth
Les Tonga participent aux Jeux du Commonwealth depuis les Jeux de 1974 à Christchurch en Nouvelle-Zélande. Absents en 1978 et en 1986, ils participent à tous les Jeux depuis 1990, prenant part principalement aux épreuves de boxe, d'athlétisme et d'haltérophilie, ainsi qu'à la compétition de rugby à sept. Les Tongiens ont remporté au total trois médailles de bronze aux Jeux, tous en boxe. Paea Wolfgramm, médaillé d'argent en catégorie super-lourds aux Jeux olympiques d'été de 1996, et seul médaillé olympique tongien à ce jour, avait remporté deux ans plus tôt une médaille de bronze aux Jeux du Commonwealth.

## Médaillés tongiens
| Nom            | Jeux | Médaille           | Discipline | Épreuve           | Résultat                                        |
| -------------- | ---- | ------------------ | ---------- | ----------------- | ----------------------------------------------- |
| Paea Wolfgramm | 1994 | Médaille de bronze | Boxe       | + de 91 kg hommes |                                                 |
| Lomalito Moala | 2010 | Médaille de bronze | Boxe       | 60 kg hommes      | battu par Josh Taylor (SCO) en demi-finale      |
| Uaine Fa       | 2010 | Médaille de bronze | Boxe       | + de 91 kg hommes | battu par Paramjeet Samota (IND) en demi-finale |